# Bassussarry
Bassussarry (baskisch Basusarri) ist eine französische Gemeinde mit 3.317 Einwohnern (Stand 1. Januar 2022) im Département Pyrénées-Atlantiques in der Region Nouvelle-Aquitaine (vor 2016 Aquitaine). Bassussarry gehört zum Arrondissement Bayonne und zum Kanton Ustaritz-Vallées de Nive et Nivelle (bis 2015 Ustaritz). Die Einwohner werden Basusartar genannt.

## Geografie
Bassussarry liegt etwa fünf Kilometer südsüdwestlich von Bayonne im französischen Baskenland am Fluss Nive. Umgeben wird Bassussarry von den Nachbargemeinden Anglet im Norden und Nordwesten, Bayonne im Norden und Nordosten, Villefranque im Osten sowie Arcangues im Süden und Westen.
Durch die Gemeinde führt die frühere Route nationale 132 (heutige D932).

## Bevölkerungsentwicklung
| 1962 | 1968 | 1975 | 1982 | 1990 | 1999 | 2006 | 2012 |
| ---- | ---- | ---- | ---- | ---- | ---- | ---- | ---- |
| 350  | 483  | 715  | 890  | 1056 | 1817 | 2377 | 2490 |

## Sehenswürdigkeiten

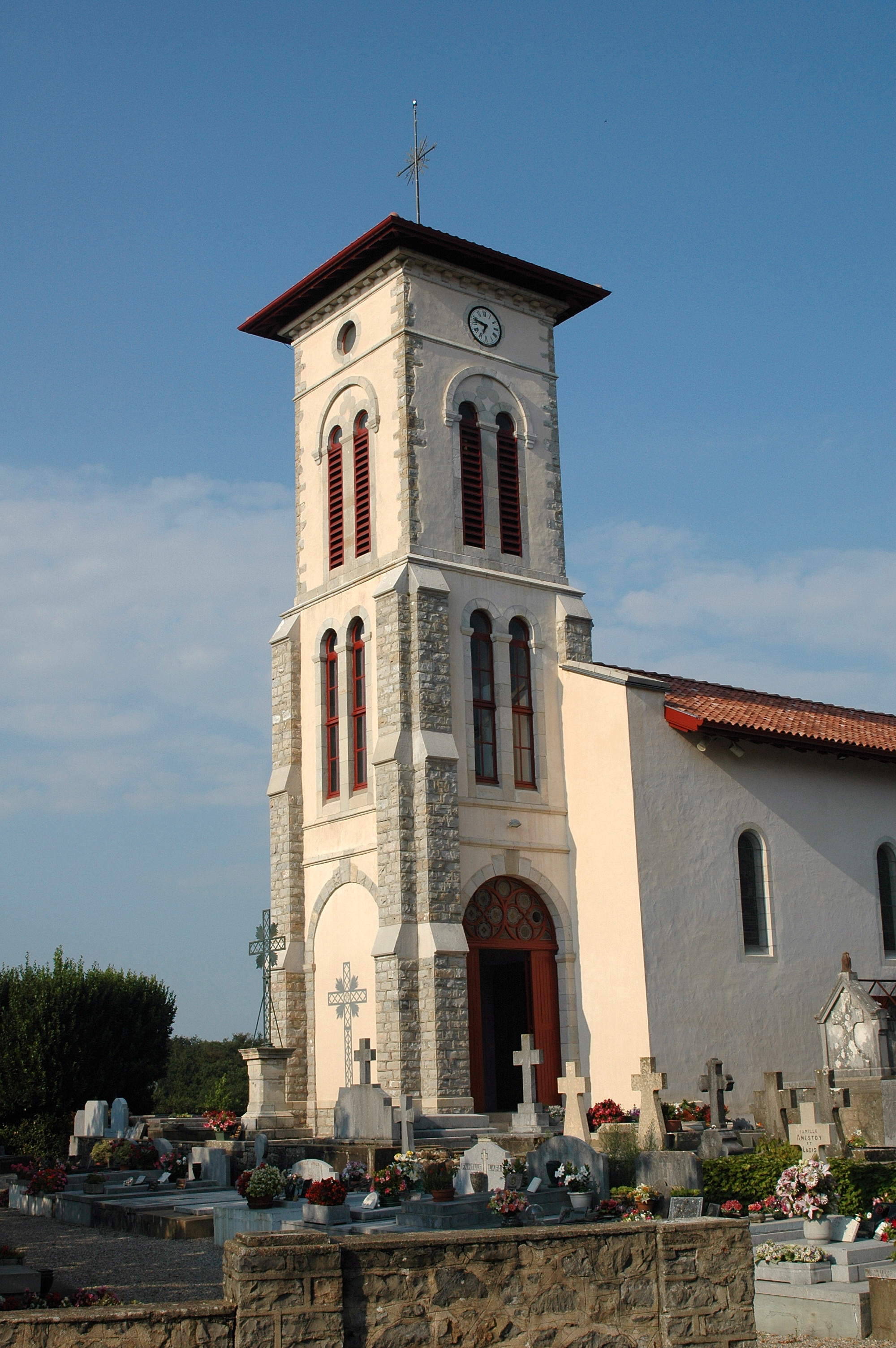
Kirche Saint-Barthélémy

- Kirche Saint-Barthélémy, Ende des 19. Jahrhunderts wieder errichtet

## Persönlichkeiten
- Dominique Joseph Garat (1749–1833), Justizminister, Philosoph und Schriftsteller
- Christophe-Louis Légasse (1859–1931), römisch-katholischer Geistlicher, Bischof von Oran 1915–1920, Bischof von Périgueux 1920–1931
- Christophe Hondelatte (* 1962), Journalist und Schriftsteller